# Liste der Baudenkmäler im Wuppertaler Wohnquartier Blutfinke
Die Liste der Baudenkmäler im Wuppertaler Wohnquartier Blutfinke enthält die denkmalgeschützten Bauwerke auf dem Gebiet von Wuppertal-Blutfinke in Nordrhein-Westfalen (Stand: November 2011). Diese Baudenkmäler sind in der Denkmalliste der Stadt Wuppertal eingetragen; Grundlage für die Aufnahme ist das Denkmalschutzgesetz Nordrhein-Westfalen (DSchG NRW).

## Auszug aus der Denkmalliste

### Eingetragene Baudenkmäler
| Bild           | Bezeichnung                            | Lage                                    | Beschreibung                                                                                      | Bauzeit | Eingetragen seit   | Denkmal- nummer |
| -------------- | -------------------------------------- | --------------------------------------- | ------------------------------------------------------------------------------------------------- | ------- | ------------------ | --------------- |
| weitere Bilder | Wohnhaus                               | Blutfinke Am Stall 3 a Karte            |                                                                                                   |         | 7. Februar 1985    | 298             |
| weitere Bilder | Wohnhaus (Ehemalige Volksschule Heidt) | Blutfinke Dörpfeldstraße 28 Karte       | Die ehemalige Volksschule Heidt war eine Wirkungsstätte des Pädagogen Friedrich Wilhelm Dörpfeld. |         | 11. November 1993  | 3182            |
| weitere Bilder | Wohnhaus                               | Blutfinke Goldlackstraße 19 Karte       |                                                                                                   |         | 23. Dezember 1987  | 1253            |
| weitere Bilder | Wohnhaus                               | Blutfinke Goldlackstraße 21 Karte       |                                                                                                   |         | 18. Dezember 1987  | 1250            |
| weitere Bilder | Wohnhaus                               | Blutfinke Goldlackstraße 23 Karte       |                                                                                                   |         | 15. Dezember 1987  | 1242            |
| weitere Bilder | Wohnhaus                               | Blutfinke Goldlackstraße 25 Karte       |                                                                                                   |         | 14. Dezember 1987  | 1236            |
| weitere Bilder | Wohnhaus                               | Blutfinke Goldlackstraße 31 Karte       |                                                                                                   |         | 17. Dezember 1987  | 1245            |
| weitere Bilder | Wohnhaus                               | Blutfinke Goldlackstraße 32 Karte       |                                                                                                   |         | 18. Dezember 1987  | 1246            |
| weitere Bilder | Wohnhaus                               | Blutfinke Goldlackstraße 33 Karte       |                                                                                                   |         | 2. Oktober 1987    | 1135            |
| weitere Bilder | Wohnhaus                               | Blutfinke Goldlackstraße 34 Karte       |                                                                                                   |         | 14. Dezember 1987  | 1237            |
| weitere Bilder | Wohnhaus                               | Blutfinke Goldlackstraße 35 Karte       |                                                                                                   |         | 15. Dezember 1987  | 1241            |
| weitere Bilder | Wohnhaus                               | Blutfinke Goldlackstraße 37 Karte       |                                                                                                   |         | 15. Dezember 1987  | 1239            |
| weitere Bilder | Wohnhaus                               | Blutfinke Goldlackstraße 39 Karte       |                                                                                                   |         | 16. Dezember 1987  | 1243            |
| weitere Bilder | Spritzenhaus (Brandspitze zur Heidt)   | Blutfinke Heidt Karte                   | Spritzenhaus neben Haus Nr. 14 gelegen                                                            |         | 13. Juni 1989      | 1614            |
| weitere Bilder | Wohnhaus                               | Blutfinke Heidt 1 Karte                 |                                                                                                   |         | 3. Juni 1987       | 1067            |
| weitere Bilder | Wohnhaus                               | Blutfinke Heidt 3 Karte                 |                                                                                                   |         | 13. August 1987    | 1106            |
| weitere Bilder | Wohnhaus                               | Blutfinke Heidt 10 Karte                |                                                                                                   |         | 8. April 1987      | 1025            |
| weitere Bilder | Wohnhaus                               | Blutfinke Heidt 14 Karte                |                                                                                                   |         | 13. Juni 1985      | 517             |
| weitere Bilder | Wohnhaus                               | Blutfinke Heidter Straße 2 Karte        |                                                                                                   |         | 14. August 1987    | 1107            |
| weitere Bilder | Wohnhaus                               | Blutfinke Heidter Straße 50 Karte       |                                                                                                   |         | 8. Mai 2014        | 4038            |
| weitere Bilder | Wohn- und Geschäftshaus                | Blutfinke Remscheider Straße 30 Karte   |                                                                                                   |         | 22. September 1994 | 3535            |
| weitere Bilder | Wohnhaus                               | Blutfinke Remscheider Straße 46 Karte   |                                                                                                   |         | 11. Juni 1985      | 513             |
| weitere Bilder | Schulgebäude                           | Blutfinke Remscheider Straße 50 Karte   | Preußische Bandwirkerschule mit dem heutigen Bandwirkermuseum                                     |         | 18. Juli 1985      | 535             |
| weitere Bilder | Wohnhaus                               | Blutfinke Remscheider Straße 64 Karte   | eine D-Nummer mit Remscheider Straße 64a, 66                                                      |         | 18. Dezember 1989  | 1671            |
| weitere Bilder | Wohnhaus                               | Blutfinke Remscheider Straße 64 a Karte | eine D-Nummer mit Remscheider Straße 64, 66                                                       |         | 18. Dezember 1989  | 1671            |
| weitere Bilder | Wohnhaus                               | Blutfinke Remscheider Straße 66 Karte   | eine D-Nummer mit Remscheider Straße 64, 64a                                                      |         | 18. Dezember 1989  | 1671            |
| weitere Bilder | Wohnhaus                               | Blutfinke Remscheider Straße 68 Karte   |                                                                                                   |         | 18. Dezember 1989  | 1670            |
| weitere Bilder | Staumauer (Ronsdorfer Talsperre)       | Blutfinke Ronsdorfer Talsperre Karte    |                                                                                                   |         | 11. April 1995     | 3500            |
| weitere Bilder | Feuerwehrturm (Steigerturm Ronsdorf)   | Blutfinke Talsperrenstraße 13 Karte     |                                                                                                   |         | 17. Juli 1990      | 1797            |
| weitere Bilder | Wohnhaus                               | Blutfinke Talsperrenstraße 47 Karte     |                                                                                                   |         | 18. Februar 1993   | 2766            |
| weitere Bilder | Wohnhaus                               | Blutfinke Talsperrenstraße 49 Karte     |                                                                                                   |         | 11. Februar 1993   | 2753            |
| weitere Bilder | Wohnhaus                               | Blutfinke Talsperrenstraße 51 Karte     |                                                                                                   |         | 18. Februar 1993   | 2767            |
| weitere Bilder | Wohnhaus                               | Blutfinke Talsperrenstraße 74 Karte     |                                                                                                   |         | 11. Februar 1993   | 2756            |
| weitere Bilder | Wohnhaus                               | Blutfinke Talsperrenstraße 76 Karte     |                                                                                                   |         | 11. Februar 1993   | 2758            |
| weitere Bilder | Wohnhaus mit Gaststätte                | Blutfinke Talsperrenstraße 78 Karte     |                                                                                                   |         | 10. Februar 1993   | 2741            |
| weitere Bilder | Wohnhaus                               | Blutfinke Talsperrenstraße 81 a Karte   |                                                                                                   |         | 14. April 1993     | 2893            |
| weitere Bilder | Wohnhaus                               | Blutfinke Talsperrenstraße 81 b Karte   |                                                                                                   |         | 1. Juli 1988       | 1414            |
| weitere Bilder | Wohnhaus                               | Blutfinke Talsperrenstraße 85 Karte     |                                                                                                   |         | 18. Februar 1993   | 2768            |

### Baudenkmäler in Bearbeitung
Folgende Objekte werden noch geprüft oder deren Status in der Denkmalliste nicht klar ersichtlich ist.

| Bild           | Bezeichnung              | Lage                           | Beschreibung                                                          | Bauzeit | Eingetragen seit | Denkmal- nummer |
| -------------- | ------------------------ | ------------------------------ | --------------------------------------------------------------------- | ------- | ---------------- | --------------- |
| weitere Bilder | Schmiede (Alte Schmiede) | Blutfinke Heidter Straße Karte | Status wird überprüft. Die Schmiede ist gegenüber Haus Nr. 2 gelegen. |         |                  | 0               |